# Seasons (Thirty Seconds to Mars)
Seasons è un singolo dei Thirty Seconds to Mars, pubblicato il 17 settembre 2023 come quinto estratto dall'album in studio It's the End of the World but It's a Beautiful Day.

## Tracce
1. Seasons — 2:47